# Supercoppa italiana 1999 (pallavolo femminile)
La Supercoppa italiana di pallavolo femminile 1999 si è svolta il 6 ottobre 1999: al torneo hanno partecipato due squadre di club italiane e la vittoria finale è andata per la quarta volta consecutiva al Volley Bergamo.

## Regolamento
Le squadre hanno disputato una gara unica.

## Squadre partecipanti
| Squadra       | Qualificazione                  | Ultima partecipazione    |
| ------------- | ------------------------------- | ------------------------ |
| Bergamo       | Vincitrice Serie A1 1998-99     | Supercoppa italiana 1998 |
| Sirio Perugia | Vincitrice Coppa Italia 1998-99 | Debutto                  |

## Torneo
| 6 ottobre 1999 PalaSavena, San Lazzaro di Savena Durata: 1h:02 - Spettatori: 2 200 | Bergamo | 3 - 0 | Sirio Perugia | 25-19, 25-22, 25-19 |